# NGC 583
NGC 583 (другие обозначения — ESO 542-20, MCG −3-4-77, NPM1G −18.0065, PGC 5576) — линзообразная галактика (SB0) в созвездии Кит.
Этот объект входит в число перечисленных в оригинальной редакции «Нового общего каталога».
Во втором Индекс-каталоге, согласно Хоу, было исправлено значение прямого восхождения объекта.